# Iluminacja książki

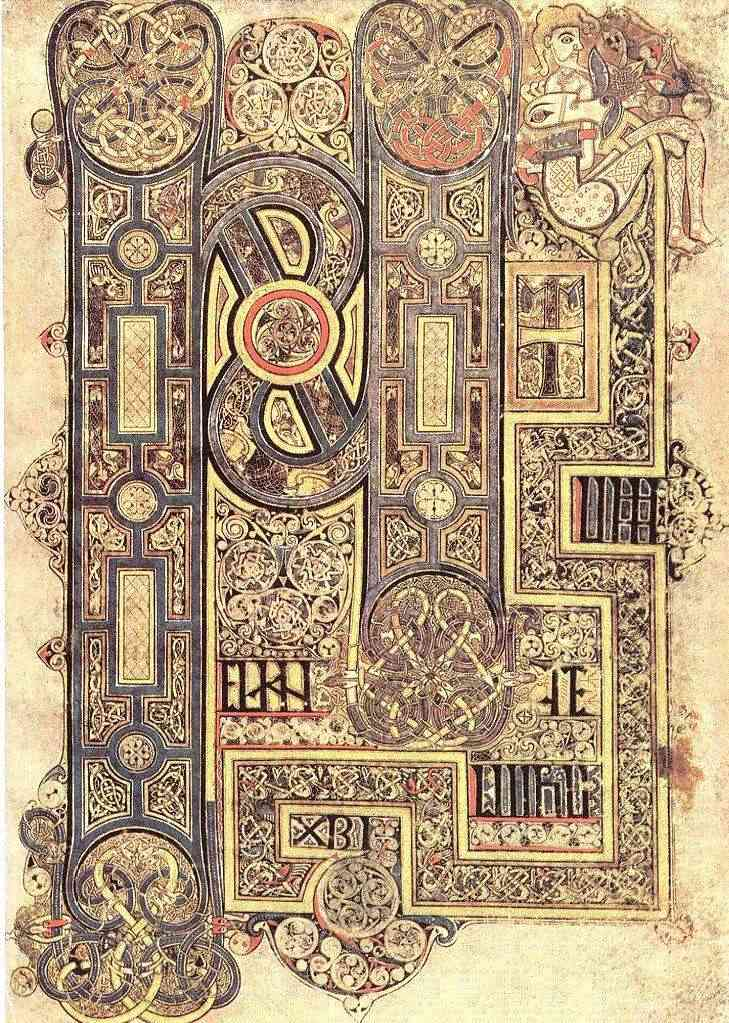
Iluminacje Księgi z Kells, X w.

Iluminacja (łac. illuminare „oświetlać, rozjaśniać; ozdabiać”) – średniowieczne zdobnictwo książkowe, pierwotnie w postaci ozdobnych linii i inicjałów oraz coraz bardziej skomplikowanych wzorów. Iluminatorstwo – proces zdobienia książki rękopiśmiennej, dokumentów rękopiśmiennych, a czasem także inkunabułów. Pierwotnie oznaczało zdobienie złotem karty książki (pisanie złotem tekstu). Wraz z rozwojem iluminatorstwa pojawiają się złocenia, które mogły przejawiać się nawet w formie złotych liter (codex aureus) pisanych na barwionym purpurą pergaminie. Iluminacja, zwłaszcza w sztuce dojrzałego średniowiecza mogła przyjąć formę dekoracyjnych rysunków wykonywanych technikami malarskimi lub też mogła wykorzystywać malowane (często ilustracyjne) miniatury figuralne, umieszczane na kartach manuskryptów, a później także pierwszych druków. Iluminacje zasadniczo dotyczyły dwóch obszarów na karcie: rozbudowanych kompozycji inicjałowych, oraz wypełnienia marginesów (bordiur). Tworzono jednak również bogate, rozbudowane kompozycje tekstowo-graficzne, na których tekst i obraz funkcjonowały, co rzadkie dla sztuki średniowiecznej, wspólnie – zajmując całość karty, czego przykładem może być słynny ewangeliarz z Kells.
W znaczeniu węższym za iluminacje uważa się jedynie dekoracje, nie zaliczając do nich ilustracji, gdyż będąc ozdobami rzadko nawiązywały do treści dzieła. Składały się wyłącznie, lub głównie ze stylizowanych motywów roślinnych, dopiero później w ograniczonym stopniu przedstawień figuralnych, jednak nawet tych ostatnich nie zalicza się w tym rozumieniu do miniatur malarskich, rozdzielając całość oprawy graficznej na iluminacje i miniatury.
W znaczeniu szerszym do iluminacji zalicza się każde średniowieczne malarstwo książkowe, niezależnie od przedstawianych motywów, przeznaczenia (dekoracja lub ilustracja), oraz niezależnie od stopnia skomplikowania całości oprawy graficznej.
W dekoracji rękopisu można wyróżnić następujące sposoby zdobienia:
- rubrykowanie – wyróżnianie w tekście za pomocą czerwonej farby,
- inicjały – wyróżnienie (większym rozmiarem lub dekoracją) pierwszej litery fragmentu tekstu,
- miniatury – wykonywana ręcznie ilustracja w tekście,
- dekorację marginalną – dekoracja marginesów tekstu za pomocą floratury, bordiury, drolerii.

Jednym ze sposobów zdobienia było także barwienie pergaminu np. purpurą.
Zasadniczo samo pojęcie iluminacji stosowane jest wyłącznie do czasów średniowiecza, podczas gdy pojęcie iluminatorstwa dotyczy wszelkich form ręcznego ozdabiania kart książek zarówno rękopiśmiennych, jak i drukowanych, a którego początki sięgają starożytności, w której zdobiono teksty zapisane na papirusie.
Słowo iluminacja wywodzi się od łacińskiego illuminare (rozświetlać) i pierwotnie oznaczało zdobienie złotem karty książki.

## Funkcje iluminatorstwa
Zdobienie rękopisu miało na celu przede wszystkim wyróżnienie ważnych miejsc w tekście, a zwłaszcza jego podziału wewnętrznego (księgi, rozdziały, akapity). Proste zdobienia, jak rubrykowanie, miały również urozmaicać czytany tekst wizualnie. Natomiast bardziej skomplikowane pełniły różne funkcje: dydaktyczne, symboliczne, historyczne i estetyczne.

## Materiały wykorzystywane w iluminatorstwie
Zdobienie tekstu było żmudnym i bardzo kosztownym procesem. Jako barwniki używane były drogie składniki.
Do uzyskania barwy czerwonej stosowano ochrę, cynober, tlenek ołowiu, karmin, vermiculum (barwnik karmazynowy uzyskiwany z tzw. czerwca (łac. Kermes ilicis, Kermes vermilio), małego pluskwiaka żyjącego na korze dębu i zawierającego kwas karminowy, zwany też karminem lub koszenilą), drzewa pernambukowego (brezylka ciernista), tzw. smoczej krwi (żywicy z palmy Calamus draco) czy marzanny barwierskiej. Barwy purpurowej używano w starożytności i średniowieczu do ozdabiania szczególnie cennych rękopisów pisanych złotem lub srebrem.
Kolor żółty uzyskiwano z ochry, aurypigmentu (minerał z grupy siarczków), tlenku ołowiu, szafranu, rezedy żółtej (bylina z rodziny rezedowatych, zawiera barwiącą na żółto luteinę).
Odcienie zieleni uzyskiwano z seladonitu (minerał z grupy łyszczyków uwodnionych, najczęściej pod postacią masy ziemistej, wypełniającej próżnie w zwietrzałych martwicach i migdałowcach, stąd jego nazwa „zielona ziemia”), malachitu i miedzi, niebieskiego zaś z ultramaryny, azurytu i indygo. Do uzyskania bieli stosowano ołów i sproszkowane kości, natomiast do czerni sadzę.
Jako spoiwa i rozpuszczalnika w produkcji farb używano białka jaja kurzego, żelatyny lub gumy arabskiej.

## Techniki iluminatorstwa
Można wyróżnić trzy techniki dekoracji książki rękopiśmiennej:
- Technika dekoracji kaligraficznej, powiązana najściślej ze sztuką skryptora i operująca wielkim zasobem motywów ornamentalnych obejmujących wspólna nazwą filigranu.
- Technika rysunku piórem i pędzlem, lawowanego akwarelą lub akwarelą i gwaszem
- Technika malowania farbami kryjącymi i złotem płatkowym, uzupełnianymi w warstwie wykończeń rysunkiem konturowym.

Zdobiono najczęściej teksty Pisma Świętego, księgi liturgiczne, apokryficzne, czy godzinki, wykonywane na zlecenie ludzi bogatych. Zwykle zdobiono już gotowy tekst, a więc niemałe znaczenie w iluminatorstwie miało także wcześniejsze rozplanowanie zarówno układu tekstu, wielkości liter oraz umiejscowienia malowideł. Projekty obrazków powstawały prawdopodobnie wcześniej na woskowych tabliczkach, a później były przerysowywane lub przenoszone na pergamin za pomocą dziurkowania z innej pergaminowej kopii rysunku. W okresie średniowiecza zdarzało się, że zarówno tekst, jak i ilustracje wykonywała ta sama osoba, ale częściej tekst przepisany przez kopistę, był iluminowany przez wyspecjalizowanego iluminatora.
Najpierw ilustrator/iluminator wykonywał szkic małym rysikiem z miękkiego metalu (najczęściej srebra, bądź ołowiu, co było przodkiem dzisiejszego ołówka). Następnie nakładał podkład w miejscach, gdzie miało znajdować się złoto. Na wilgotną powierzchnię naklejał płatki złota. Potem nakładał różne barwy, omijając postacie ludzkie znajdujące się na pierwszym planie. Czynności te powtarzał, aż do uzyskania zapełnionego kolorem tła. Kolejnym krokiem było wkomponowanie rodzaju bordiury, tzw. rinceaux z motywem roślinnym na obrzeżach strony. Na samym końcu malarz wypełniał kolorem postacie.

## Historia iluminatorstwa
Iluminowanie książek na większą skalę pojawiło się w świecie antycznym między II a IV w. n.e. wraz z pojawieniem się formy kodeksu, jednak czerpało z bogatej tradycji ozdabiania malunkami tekstu sięgającej już 2 tysiąclecia przed naszą erą.
Najwcześniejsze znane ślady iluminatorstwa pochodzą z Bliskiego Wschodu; z tych wzorów czerpały w większym lub mniejszym stopniu kultury późniejsze, przede wszystkim europejskie, aż do XV w., kiedy książkę rękopiśmienną zastąpiła drukowana. Współczesny stan wiedzy każe widzieć kolebkę iluminatorstwa w starożytnym Egipcie (np. Księga umarłych).
W średniowieczu ozdabiano rękopisy łacińskie, greckie, hebrajskie i arabskie. Odnaleźć w nich można podobny sposób ozdabiania, ponieważ miejsca i formy były często te same a teksty godne ozdabiania były podobnego rodzaju. Teksty sakralne jako pierwsze otrzymały dekoracje.
Zawijasy, które pojawiły się w XI i XII w. przy laskach i ogonkach liter rozwinęły się pod koniec średniowiecza w skomplikowane sploty i zwoje.
W dziejach iluminatorstwa średniowiecznego wymienić możemy następujące okresy:

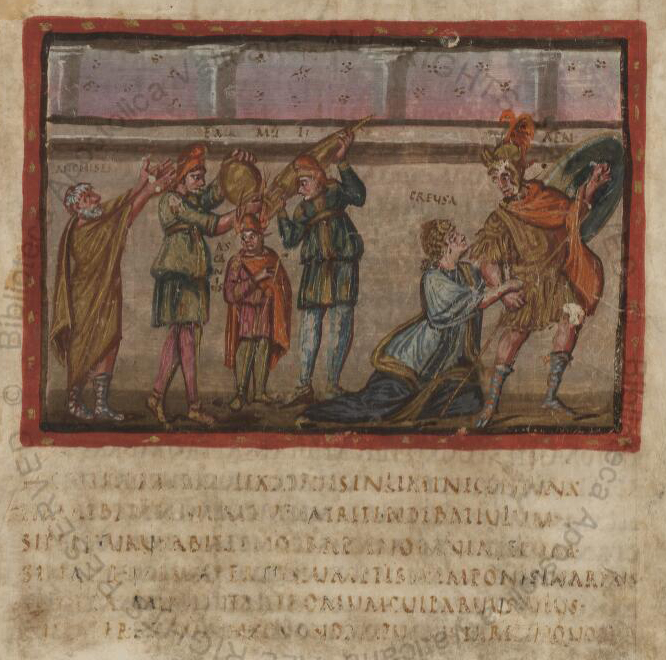
Vergilius Vaticanus, karta 22r

### Okres późnoantyczny
Rozwój zdobnictwa książkowego, występującego w zwojach, nastąpił szczególnie po wprowadzeniu nowej formy książki – kodeksu. Zaletami kodeksu był materiał piśmienny (pergamin) oraz inny niż w przypadku zwoju sposób łączenia arkuszy (szycie składek z jednej strony – grzbietu). W kodeksie iluminacje nie były tak narażone na zniszczenie, jak w wypadku zwoju, każdorazowo przy lekturze rozwijanego i zwijanego.
Iluminatorstwo nawiązywało do wzorców ikonograficznych sztuki starożytnej. Przykładem późnoantycznego zdobnictwa książkowego jest Vergilius Vaticanus z ok. 400 roku.

### Okres wczesnośredniowieczny

#### Iluminatorstwo merowińskie
Iluminacje drugiej połowy VII i VIII wieku, powstałe na terenie Galii, nawiązywały również do malarstwa antycznego. Dominowała prosta dekoracja ornamentalna, nie występowały żadne przedstawienia figuralne. Od VIII wieku upowszechniły się ornamenty zoomorficzne. Zdobnictwo książkowe było tworzone głównie przed mnichów w klasztorach m.in. Chelles i Laon.

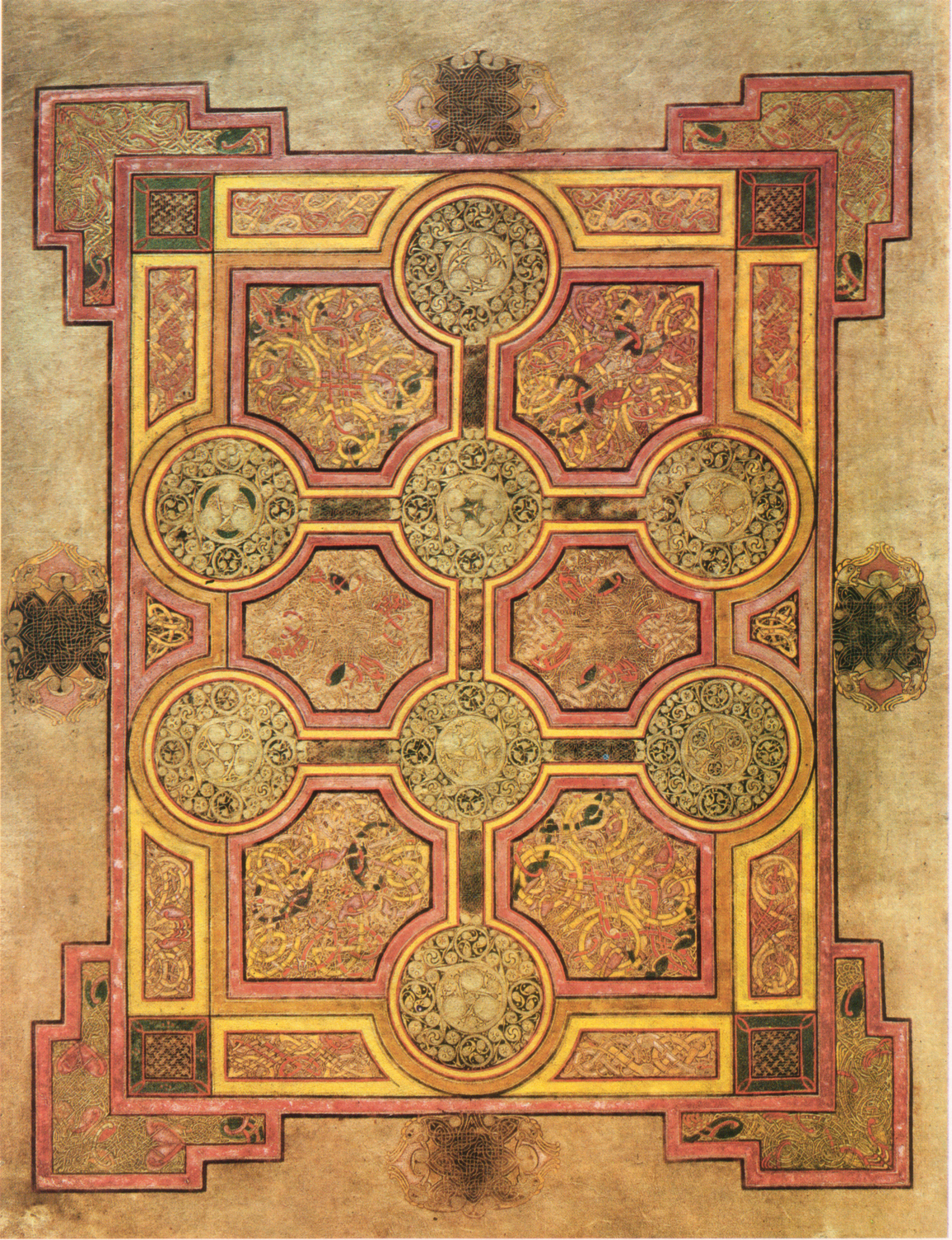
Strona dywanowa z Księgi z Kells, karta 33r

#### Iluminatorstwo iryjskie i anglosaskie
Największy rozwój iluminatorstwa w okresie wczesnego średniowiecza nastąpił od VII do IX wieku na Wyspach Brytyjskich. Sztuka insularna była oryginalnym połączeniem tradycji chrześcijańskiej i pogańskich (celtyckich) motywów ikonograficznych. Inspiracje czerpano również ze sztuki bizantyjskiej oraz koptyjskiej.
Charakterystycznym elementem insularnej dekoracji książkowej były skomplikowane kompozycje oparte na motywach plecionki, spirali, kół i splotów. Przykładem są tzw. karty dywanowe, występujące w niektórych kodeksach iryjskich, np. w Księdze z Kells, z przełomu VIII i IX wieku. Przedstawienia figuralne nawiązują stylistycznie do sztuki bizantyjskiej (postacie hieratyczne, o nienaturalnie wydłużonych członkach).

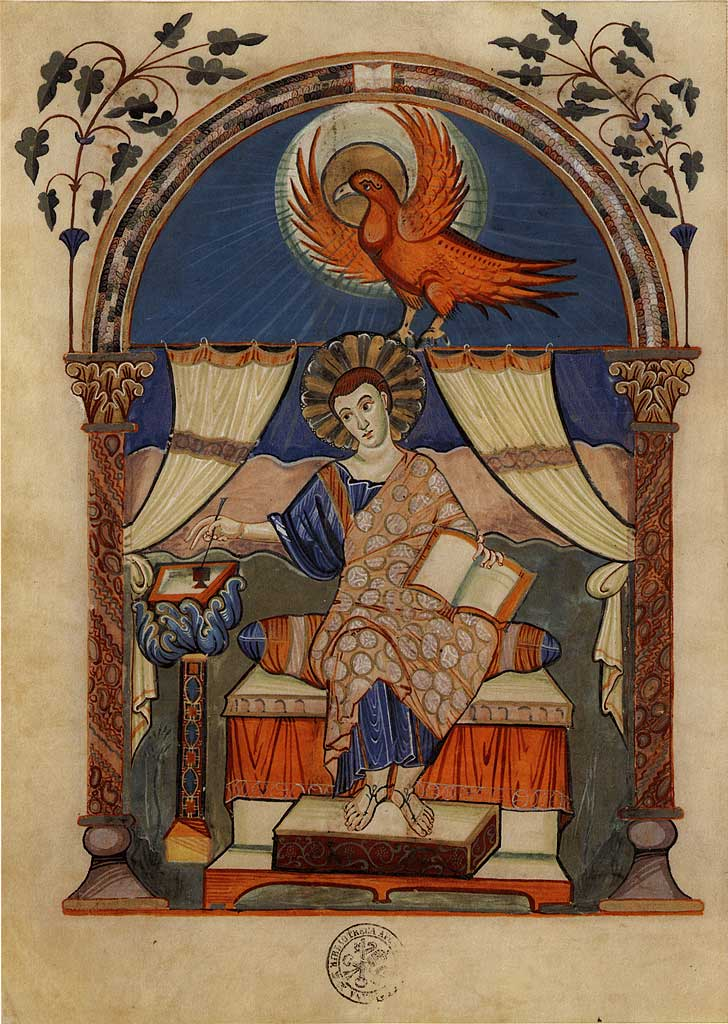
Ewangeliarz z Lorsch (778-820).

#### Iluminatorstwo karolińskie
Iluminatorstwo czasów karolińskich czerpało z wzorów anglosaskich, antycznych, wczesnochrześcijańskich i bizantyńskich. Jako pierwsze wprowadziło do średniowiecznego malarstwa książkowego w Europie całostronicowe dekoracje figuralne.
Głównym tematem były wizerunki ewangelistów, oparte na wzorach wczesnochrześcijańskich oraz bizantyńskich. Pojawiają się też narracyjno-cykliczne, wielofiguralne sceny ze Starego Testamentu, z życia Chrystusa oraz sceny dedykacyjne, często portrety cesarzy.
Dużą rolę w dekoracji ksiąg karolińskich odgrywał tekst, pisany niezwykle starannie wprowadzoną wówczas łatwo czytelną i opartą na wzorach klasycznych majuskułą lub minuskułą karolińską. Rozpowszechniał się również zwyczaj dekorowania inicjałów.
Pierwszy znany kodeks z tego okresu to Ewangelistarz spisany złotą uncjałą, na purpurowym pergaminie przez Godeskalka ok. 781 r. (obecnie przechowywany w Paryżu, w Bibliothèque Nationale)

#### Iluminatorstwo epoki ottońskiej
Iluminatorstwo zerwało z naśladowaniem stylu późnoantycznego. Przejęło z tradycji karolińskiej typ całostronicowej dekoracji figuralnej, do której wprowadziło złote tło. Zmieniła się też tematyka dekoracji. Głównym tematem iluminatorstwa ottońskiego stały się cykle z życia Chrystusa, szczegółowo ilustrujące ewangelie.
Iluminatorstwo ottońskie wytworzyło własny styl, pełen linearnej ekspresji. Na złotym tle, niekiedy z malowaną architekturą, występują smukłe, zrytmizowane figury, o żywych ruchach, wielkich oczach i nadmiernie wydłużonych dłoniach. Ich kostiumy i układ formalny szat wykazują wpływ współczesnej miniatury bizantyńskiej.
Głównymi ośrodkami produkcji książkowej były klasztory benedyktyńskie, przede wszystkim klasztor w Reichenau.

### Iluminatorstwo romańskie

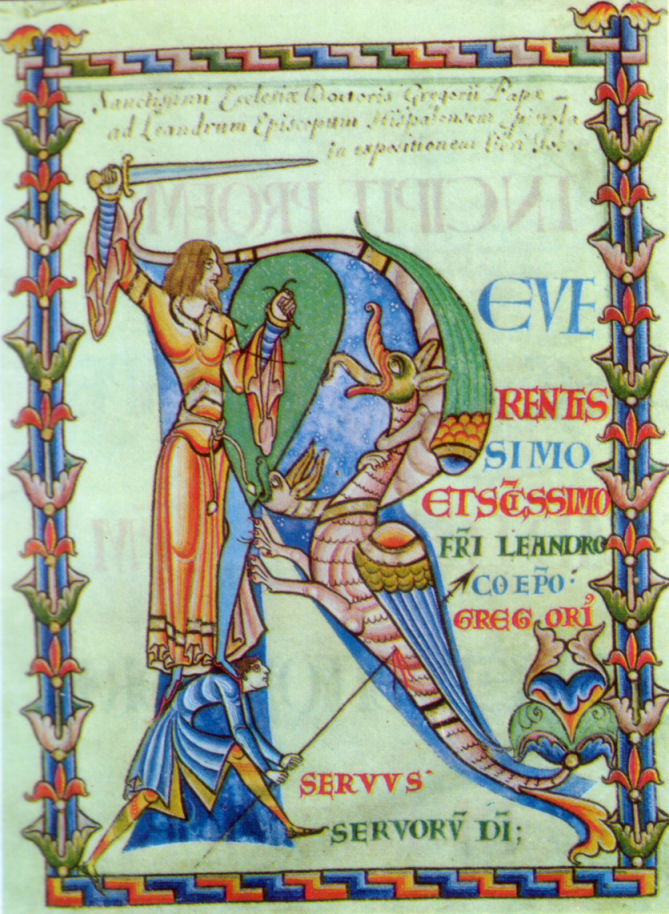
Moralia in Iob (Inicjał z rękopisu pochodzącego z Citeaux, 1109/11 rok)

Iluminatorstwo romańskie charakteryzowało się figuralnymi inicjałami zoomorficznymi, przedstawiającymi mityczne stworzenia. Rękopisy były zdobione całostronicowymi ilustracjami oraz ornamentem wokół tekstu. Miniatury wykonywano farbami wodnym i woskowymi lub temperami, ozdabiano je złotem, srebrem, purpurą. Malarstwo książkowe, w tym okresie, czerpało wiele z monumentalnego malarstwa ściennego.
Głównymi ośrodkami iluminatorstwa były Rzym i Monte Cassino, a bogato zdobione rękopisy nabywało głównie środowisko duchownych, w przeciwieństwie do elit świeckich, które nie były zainteresowane zakupem woluminów. Istotną zmianą w dziejach iluminacji książkowej, była wymiana rękopisów, jaka nastąpiła po reformie klasztoru w Cluny i Citeaux. W iluminatorstwie romańskim widoczny jest wpływ kultury bizantyjskiej, dzięki pracy wschodnich artystów, sprowadzonych do Monte Cassino przez opata Dezyderiusza.
Klasycznym przykładem iluminatorstwa romańskiego, z końca XI wieku, jest Wielka Ilustrowana Biblia.

### Iluminatorstwo gotyckie
We Francji i Anglii elementy stylu gotyckiego zaczynają pojawiać się około 1160–1170 roku, natomiast w Niemczech dopiero około 1300 roku. Francja była wiodącym krajem dla określania nowych form stylistycznych gotyckiej sztuki iluminatorskiej. Najbardziej zdobionymi książkami były godzinki.
W drugiej połowie XIII w. inicjał rozrósł się jak roślina przekształcając się stopniowo w obramowanie (bordiura, floratura). W zdobnictwie gotyckim motyw wici akantu stał się podstawowym elementem floratury, wzbogacony nadto elementami droleryjnymi. Forma obramienia mogła przybierać również kształt obiektu architektonicznego. charakterystyczne w zdobnictwie gotyckim były bardziej realistyczne przedstawienia na marginesach, co pozwalało odróżnić poszczególne gatunki roślin i zwierząt.

### Iluminatorstwo renesansowe

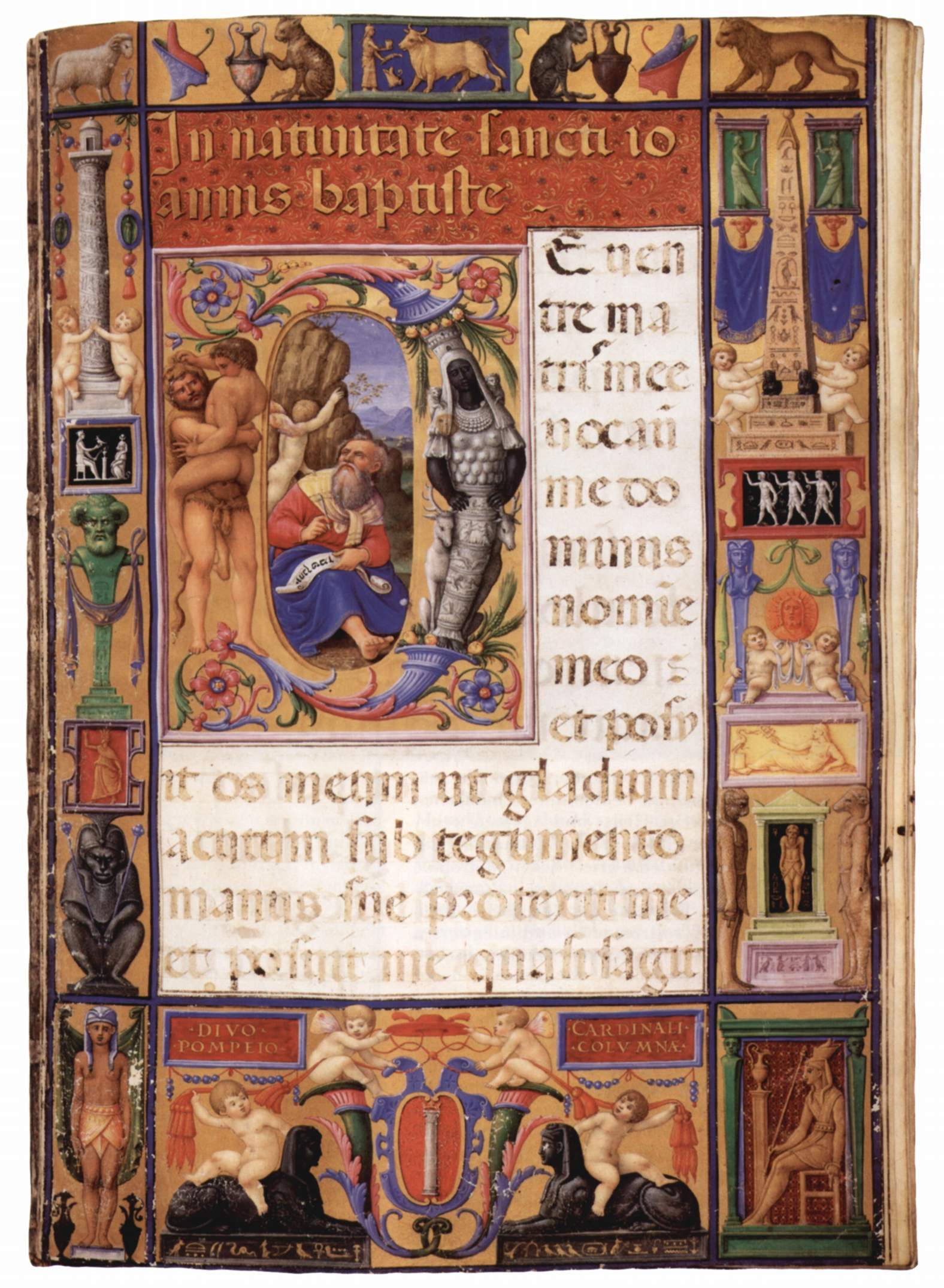
Giulio Clovio: Colonna-Missale (Włochy, 1532)

Wraz z rozwojem drukarstwa zanikało ręczne ozdabianie książek, które było wypierane przez szybsze techniki powielania (drzeworyt, miedzioryt). Iluminacja stosowana była nadal jedynie w książkach przeznaczonych dla małej grupy odbiorców (historie rodziny, kroniki, książki chórowe).
Renesansowa iluminacja starała się wykorzystywać wszystkie osiągnięcia sztuki renesansowej, szczególnie opanowanie perspektywy i przestrzenności. Rozwinęły się inicjały figuralne. Zdobnictwo nawiązywało motywami i formami do sztuki starożytnej (elementy architektoniczne tj. ozdobne ramki, płaskorzeźby, kolumny, wzbogacone medalionami, puttami oraz postaciami mitologicznymi). Przykładem renesansowego iluminatorstwa jest Colonna-Missale.
Najbardziej znanymi iluminatorami książek w XVI wieku byli: rodzina Glockendonów z Norymbergi, Hans Mielich z Monachium, Jörg Kölderer z Tyrolu, Jean Bourdichon z Francji i inni.